# Шагома
Ша́го́ма (порт. Chagoma) — варіант первинного афекту, симптом, що розвивається при хворобі Шагаса. При інфікуванні людей Trypanosoma cruzi через укус тріатомового клопа Rhodnius prolixus на місці укусу формується запальне утворення, яке ззовні нагадує банальний фурункул, але на відміну від нього шагома не нагноюється і розсмоктується. Шагому не слід плутати з симптомом Романьї, який виникає при потраплянні збудників через кон'юнктиву і є патогномонічним симптомом.  
Утворення назване на честь бразильського лікаря і науковця Карлуса Шагаса, який описав хворобу і низку проявів, виділив її збудника, виявив переносника та епідеміологічні чинники. 